# Anzuelo (artes marciales)

Ilustración del anzuelo o fish hooking.

En la lucha cuerpo a cuerpo, anzuelo o fish-hooking designa el acto de insertar uno o más dedos del usuario en la boca, fosas nasales u otros orificios corporales del oponente, y tirar de ellos con la intención de desgarrar la carne circundante. Esta es considerada una técnica dañina y peligrosa, y puede conllevar daño facial permanente. El término también es utilizado para los ataques a los ojos.
Este movimiento está casi universalmente prohibido en los deportes de combate y artes marciales modernas, pero algunas disciplinas centradas en la defensa personal lo enseñan como una técnica válida, entre ellas el krav maga y el karate de estilo Gōjū-ryū. Algunas promociones de vale tudo también permitían el uso del anzuelo hasta entrada la regulación global de las artes marciales mixtas (MMA).
Una forma de contrarrestar este movimiento sería intentar morder los dedos del oponente, de poder alcanzarse.